# Natale Schiavoni

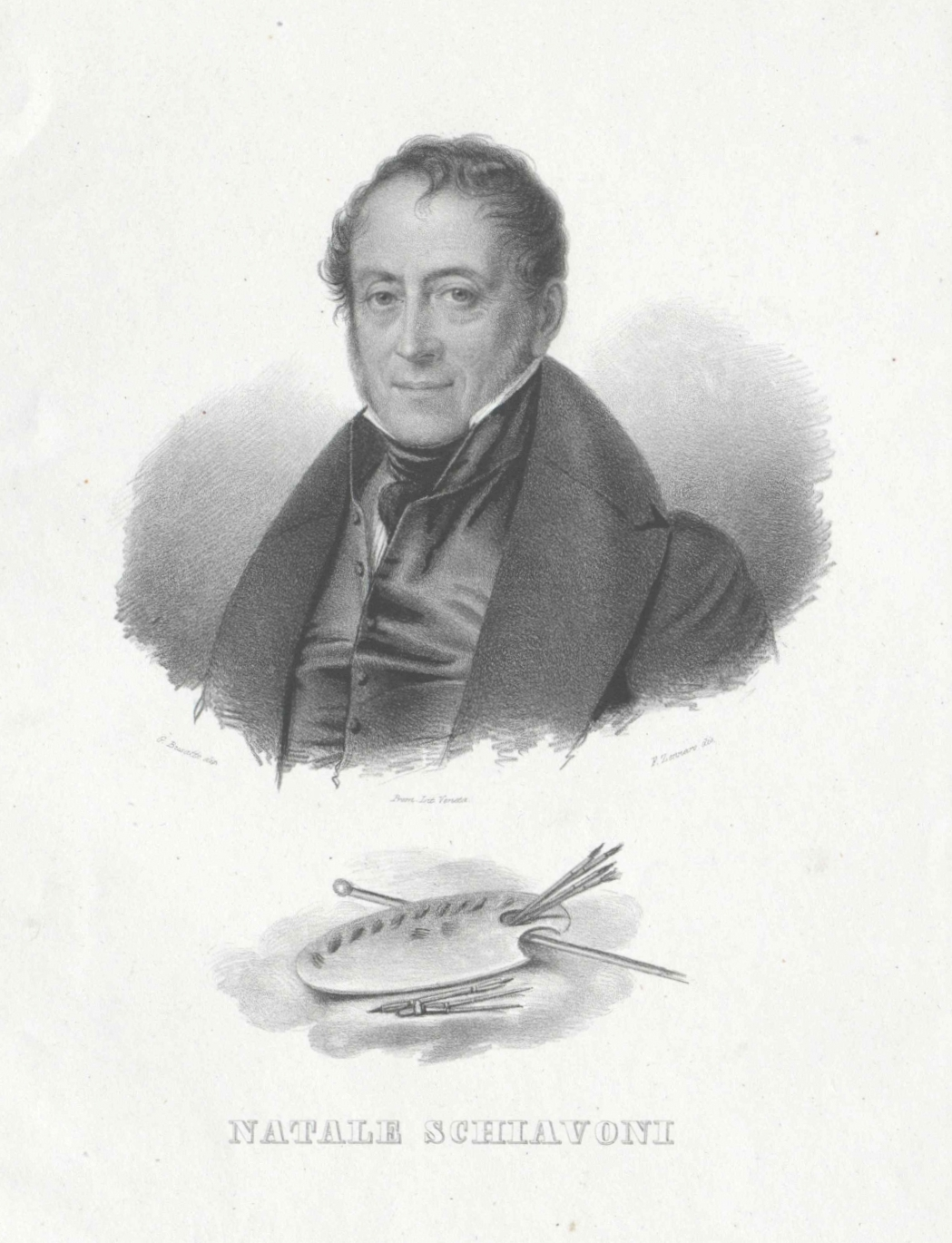
Natale Schiavoni

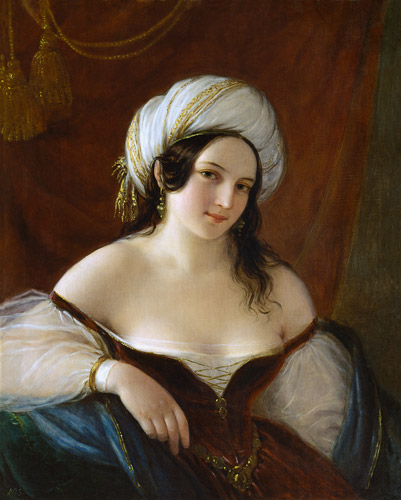
Odalisque (1845)

Natale Schiavoni, auch Schiavone (* 25. April 1777 in Chioggia; † 15. April 1858 in Venedig) war ein italienischer Maler und Grafiker.

## Leben
Natale Schiavoni wurde als Sohn von Felice Schiavoni und dessen Frau Anna Scarpa in Chioggia in der Nähe Venedigs geboren. Da der Knabe durch sein Zeichentalent auffiel, machten es die mittellosen Eltern dennoch möglich, dass der Sohn 1793 nach Venedig zu professionellem Kunstunterricht in die Zeichenschule im Palazzo Farsetti bei dem Maler Magiotto geschickt wurde. 1800 ging Schiavoni nach Triest, wo er als Miniaturmaler erfolgreich tätig war. 1810 wechselte er nach Mailand. Hier schuf er als Schüler von Alessandro Longhi zahlreiche Kupferstiche, widmete sich nun aber auch der Ölmalerei. Nachdem er hier den Vizekönig von Italien, Eugène de Beauharnais, und dessen Familie porträtiert hatte, erhielt er Aufträge aus der Gesellschaft. 1816 berief ihn Kaiser Franz I. nach Wien, wo er sehr erfolgreich die kaiserliche Familie und den Adel der Stadt porträtierte. 1821 ging Schiavoni nach Venedig, wo er zeit seines Lebens bleiben sollte. Hier wurde er Professor an der Akademie der schönen Künste und lebte im Palazzo Giustiniani. Mit Aufträgen eingedeckt, arbeitete er später oft gemeinsam mit seinen Söhnen Felice und Giovanni. Natale Schiavoni starb mit 81 Jahren und wurde in Venedig bestattet.

## Leistung
Natale Schiavoni war ein zu seiner Zeit äußerst erfolgreicher Maler und Kupferstecher, der zahlreiche Werke nach dem Geschmack des Publikums schuf. Neben vielen Porträts wurde er besonders durch seine erotischen Mädchengestalten bekannt, die er in Halbfigur darstellte. Viele von ihnen drücken eine bestimmte Gemütsstimmung oder eine Eigenschaft aus, wie Trauer, Freude, Neugier usw. Außerdem schuf Schiavoni auch viele religiöse Bilder und Historienbilder aus Geschichte und Mythologie.

## Werke
- Die Traurigkeit (Wien, Österreichische Galerie), 1841, Öl auf Leinwand